# ミルドレッド (小惑星)
ミルドレッド (878 Mildred) は、小惑星帯に位置する小惑星。1916年9月6日、ウィルソン山天文台でセス・B・ニコルソンによって発見され、ハーロー・シャプレーの娘にちなんで名づけられた。
その後、ミルドレッドは行方不明になっていたが、1991年、ヨーロッパ南天天文台によって撮影された写真の中からガレス・ウィリアムズが再発見した。なお、アリゾナ大学の月・惑星研究所で働いていたミルドレッド・シャプレー・マシューズがこれを知って喜んだというエピソードが、『ニュートンの時計』（アイバース・ピーターソン著、野本陽代訳）に記されている。